# Arne Gabius
Arne Gabius (* 22. března 1981, Hamburk) je německý atlet, běžec, který se věnuje středním tratím.

## Kariéra
První výraznější úspěch na mezinárodní scéně zaznamenal v roce 2007 na halovém ME v Birminghamu, kde doběhl ve finále běhu na 3000 metrů v čase 8:08,51 na 9. místě. O rok později na téže trati obsadil na halovém MS ve Valencii 12. místo (8:11,21).
Neúspěchem pro něj skončila účast na MS v atletice 2009 v Berlíně, kde ve druhém rozběhu v závodě na 5000 metrů obsadil čtrnácté místo a do finále nepostoupil. V roce 2010 na evropském šampionátu v Barceloně naopak časem 13:39,78 z rozběhu postoupil. Ve finále však byl jeho výkon o necelých dvacet sekund pomalejší, což stačilo na konečné 12. místo.
V roce 2012 se na halovém MS v Istanbulu umístil ve finále na 8. místě, když cílem proběhl v čase 7:45,01 jako druhý nejlepší z Evropanů. V témže roce vybojoval na ME v atletice v Helsinkách stříbrnou medaili v běhu na 5000 metrů. Ve stupňovaném závěru nakonec nestačil jen na Brita Mohammeda Faraha, na kterého v cíli ztratil necelé dvě sekundy.
Jeho trenérem je olympijský vítěz z roku 1992 a mistr Evropy (1994) v běhu na 5000 metrů Dieter Baumann.
Vystudoval humánní medicínu na Univerzitě Eberharda Karla v Tübingenu.

## Osobní rekordy
- 3000 m (hala) – 7:38,13 – 12. února 2012, Karlsruhe
- 3000 m – 7:46,05 – 2. srpna 2009, Bochum
- 5000 m – 13:13,43 – 7. června 2012, Oslo